# أوستين غليسون
أوستين غليسون (بالإنجليزية: Austin Gleeson)‏ هو لاعب قذف أيرلندي، ولد في 27 يونيو 1995 في وترفورد في جمهورية أيرلندا.